# Jonage
Jonage è un comune francese di 5 807 abitanti situato nella metropoli di Lione della regione Alvernia-Rodano-Alpi.

## Società

### Evoluzione demografica
Abitanti censiti